# Karim Allawi
Karim Mohammed Allawi, altresì noto come Karim Mohamed (1º aprile 1960), è un ex calciatore iracheno, di ruolo difensore.

## Carriera
Con la Nazionale irachena ha partecipato ai Mondiali 1986.